# Александровская (Борисовский сельсовет)
Алекса́ндровская — деревня в Бабаевском районе Вологодской области России.
Входит в состав Борисовского сельского поселения, с точки зрения административно-территориального деления — в Борисовский сельсовет.
Расположена на левом берегу реки Суда. Расстояние по автодороге до районного центра Бабаево — 65 км, до центра муниципального образования села Борисово-Судское — 3 км. Ближайшие населённые пункты — Борисово-Судское, Кобелево, Мятино.
На высоком берегу Суды, на Варнакушском погосте находятся руины Церкви Троицы Живоначальной построенной в 1750 году. Рядом с храмом расположен поклонный крест и смотровая площадка, откуда открывается один из самых живописных видов в Судском крае.
По переписи 2002 года население — 34 человека (12 мужчин, 22 женщины). Всё население — русские.